# Prefácio
Um prefácio   ou uma prefação (forma adjetiva: prefatório) é um texto introdutório a uma obra escrita, contendo normalmente  um resumo do conteúdo da obra, explicações sobre o contexto em que foi produzida, os seus objetivos, a forma como está organizada etc.. O prefácio visa capturar o interesse do leitor para a leitura e pode ser escrito pelo próprio autor da obra ou por terceiros. 